# Olympische Winterspiele 1928
| Medaillenspiegel               | Medaillenspiegel   | Medaillenspiegel | Medaillenspiegel | Medaillenspiegel | Medaillenspiegel |
| Platz                          | Land               | G                | S                | B                | Ges.             |
| ------------------------------ | ------------------ | ---------------- | ---------------- | ---------------- | ---------------- |
| 1                              | Norwegen           | 6                | 4                | 5                | 15               |
| 2                              | Vereinigte Staaten | 2                | 2                | 2                | 6                |
| 3                              | Schweden           | 2                | 2                | 1                | 5                |
| 4                              | Finnland           | 2                | 1                | 1                | 4                |
| 5                              | Frankreich         | 1                | –                | –                | 1                |
| 5                              | Kanada             | 1                | –                | –                | 1                |
| 7                              | Österreich         | –                | 3                | 1                | 4                |
| 8                              | Belgien            | –                | –                | 1                | 1                |
| 8                              | Deutsches Reich    | –                | –                | 1                | 1                |
| 8                              | Schweiz            | –                | –                | 1                | 1                |
| Vollständiger Medaillenspiegel |                    |                  |                  |                  |                  |

Die Olympischen Winterspiele 1928 (auch II. Olympische Winterspiele genannt) fanden vom 11. bis 19. Februar 1928 in St. Moritz in der Schweiz statt. Sie waren die ersten eigenständigen Winterspiele, die nicht in Verbindung mit Sommerspielen ausgetragen wurden. Die vorangegangenen Winterspiele von 1924 erklärte das Internationale Olympische Komitee erst rückwirkend zu Olympischen Winterspielen, sie waren eigentlich Teil der Sommerspiele 1924.
Die Spiele waren geprägt von einem zu dieser Jahreszeit außergewöhnlich warmen Wetter. Nachdem am 15. Februar gar keine Wettkämpfe stattfinden konnten, gab es zahlreiche Änderungen im Zeitplan. Der 10.000-Meter-Eisschnelllauf, zunächst abgebrochen, konnte schließlich gar nicht mehr durchgeführt werden.
Die erfolgreichsten Athleten dieser Winterspiele waren mit je zwei Goldmedaillen der Norweger Johan Grøttumsbråten, der die nordischen Wettbewerbe dominierte, sowie der Finne Clas Thunberg im Eisschnelllaufen. Thunberg war bereits 1924 in Chamonix mit fünf Medaillen erfolgreichster Teilnehmer und konnte auch in St. Moritz den 500- und 1000-Meter-Eisschnelllauf für sich entscheiden.
Zum ersten Mal nach dem Ersten Weltkrieg nahmen wieder deutsche Sportler an Olympischen Spielen teil. Frauen waren nur bei den Eiskunstlaufdisziplinen dabei.

## Wahl des Austragungsortes

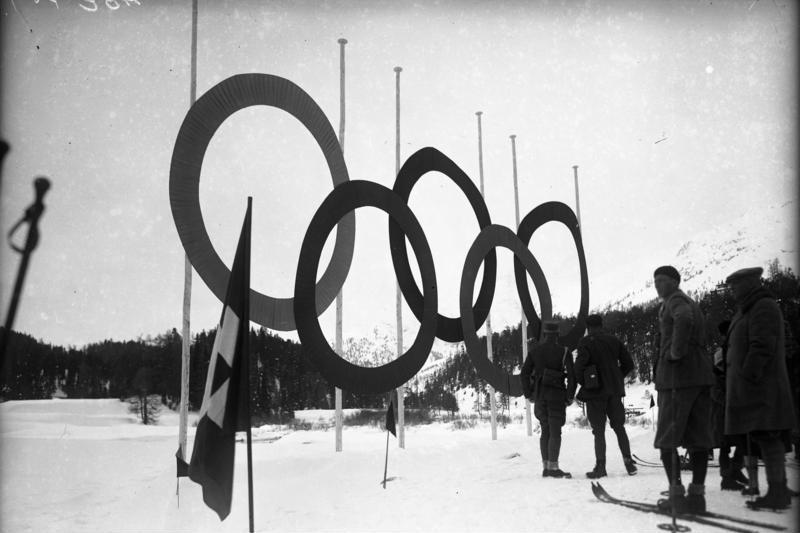
Die olympischen Ringe in St. Moritz

Nach dem Erfolg der „Internationalen Wintersport-Woche“ von 1924 in Chamonix beschloss das IOC auf seiner 24. Session am 27. Mai 1925 in Prag, einen eigenen Vierjahreszyklus für die Olympischen Winterspiele einzuführen. Sie sollten im selben Jahr wie die Olympischen Sommerspiele stattfinden. Auf Widerstand stießen diese Pläne zunächst in den skandinavischen Ländern. John Falchenberg, Vertreter des NOK Norwegens, bezweifelte deren Notwendigkeit, da „der Norden bereits über einen Wintersport-Zyklus verfügt, der allen Nationen offen steht“ (gemeint waren die Nordischen Spiele). IOC-Präsident Henri de Baillet-Latour hielt dem entgegen, dass der Wintersport nicht exklusiv in der Hand der nordischen Länder liegen dürfe, da es um weltweite Olympische Spiele ginge.
Nach den damals geltenden Regeln durfte das Gastgeberland der Sommerspiele auch die Winterspiele ausrichten, wenn das gewünscht wurde. Da jedoch die Niederlande als Gastgeber der Sommerspiele 1928 aus geografischen Gründen dazu nicht im Stande waren, verzichteten sie. Der Mitbegründer des Schweizerischen Olympischen Komitees (SOC), Godefroy de Blonay, kündigte bereits in Prag eine Schweizer Kandidatur an, ohne jedoch einen Ort zu nennen.
Der Schweizerische Landesverband für Leibesübungen hatte im März 1925 dem SOC drei Orte als Ausrichter Olympischer Winterspiele empfohlen: Davos, Engelberg und St. Moritz. Das SOC favorisierte St. Moritz, das sich bereits seit mehreren Jahrzehnten zu einem der renommiertesten Urlaubsorte der Alpen entwickelt hatte.
Schließlich standen am 6. Mai 1926 während der 25. Session in Lissabon alle drei Schweizer Orte zur Debatte. Von den internationalen Sportverbänden äußerte sich einzig die FIS gegen Engelberg, weil der Ort nur 1015 Meter hoch liegt, womit keine sicheren Schneeverhältnisse garantiert wären. Die Vertreter des Eislaufs bevorzugten Davos, den damaligen Sitz der Internationalen Eislaufunion (ISU). Gegen St. Moritz sprach, dass der Ort über keine Skisprungschanze und keine Drahtseilbahn verfügte, um die Bobs zum Start zu transportieren. Es wurde auch die Variante erörtert, die Wettbewerbe auf mehrere Orte aufzuteilen. Nachdem jedoch de Blonay eine Garantie vom SOC und der Gemeinde St. Moritz angekündigt hatte, die notwendigen Sportstätten zu errichten, entschied sich das IOC mit 22 Stimmen für St. Moritz. Nur der Schwede Clarence von Rosen enthielt sich der Stimme. Die Dauer der Winterspiele wurde auf acht Tage (einschließlich zwei Sonntagen) festgelegt.

## Organisation
Anfang 1926 gründete sich in St. Moritz unter der Leitung von Gemeindepräsident M. Nater ein Ortskomitee. Nach der Wahl von St. Moritz als Veranstaltungsort bildete sich ein Vollzugsausschuss unter dem Namen „Exekutiv-Komitee der II. Olympischen Winterspiele“, bestehend aus Persönlichkeiten der Schweizer Sportwelt. Den Vorsitz des Ausschusses übernahm William Hirschy, der Präsident des SOC. Um die Arbeiten gut aufzuteilen, bildeten sich eine Reihe von Kommissionen: Von technischen Kommissionen, die sich um jede Sportdisziplin kümmerten, über eine Finanzkommission bis hin zur Presse- und einer Empfangskommission. Die Präsidenten der Kommissionen gehörten dem Vollzugsausschuss an, der die Rolle eines Organisationskomitees übernahm. Weiterhin gab es ein Ehrenkomitee, dem die Präsidenten des Nationalrats, des Ständerats und des Grossen Rats des Kantons Graubünden, Bundesrat Karl Scheurer (Chef des Militärdepartements), der Gemeindepräsident von St. Moritz sowie der Präsident des Schweizerischen Landesverbandes für Leibesübungen angehörten.
Die eidgenössischen Räte genehmigten dem SOC einen Zuschuss von 100.000 Schweizer Franken (SFr) mit der Auflage, davon 40 Prozent für die Organisation der Spiele und 60 Prozent für die Teilnahme der Schweizer Mannschaft an den Spielen in St. Moritz und in Amsterdam zu verwenden. Die Entscheidung des Bundesrats, die Herausgabe von Sonderbriefmarken zur Finanzierung der Winterspiele zu verweigern, stieß dagegen auf Unverständnis. Somit konnten von den Organisatoren nur drei Vignetten verkauft werden. Die finanzielle Hauptlast lag bei der Gemeinde St. Moritz und beim Kanton Graubünden.
Die Hälfte der Ausgaben von 706.000 SFr wurde für die Sportanlagen aufgewendet. Das Exekutivkomitee und die Kommissionen belasteten das Budget mit 104.500 SFr und für Administration wurden 76.900 SFr verbucht. Größte Einnahmequellen waren der Eintrittskartenverkauf mit 282.000 SFr und ein Garantiekapital von 232.200 SFr. Über eine nationale Kollekte kamen 37.800 SFr zusammen. Die Spiele warfen keinen Profit ab und der negative Saldo von 104.800 SFr ging zu Lasten der Gemeinde St. Moritz und des Skiclubs Alpina St. Moritz.

## Olympische Standorte

### Wettkampfstätten

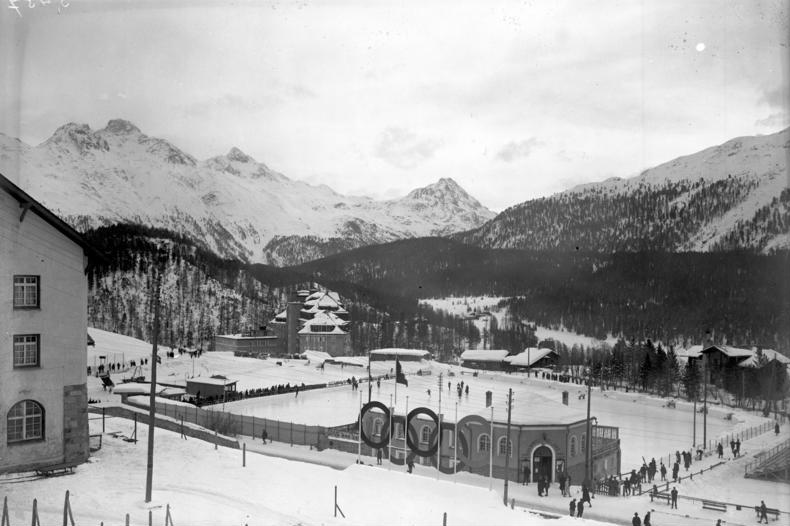
Eisbahn beim Kulm-Hotel

Das Hauptzentrum der Winterspiele befand sich in St. Moritz-Dorf mit dem Eisstadion Badrutts Park. Die Mehrheit der Wettbewerbe sowie die Eröffnungs- und Abschlusszeremonie wurden dort ausgetragen. Das Stadion verfügte über eine Natureisfläche von 30 × 60 Meter und bot 4700 Zuschauern Platz (davon 4000 Tribünenplätze). Eigens für die Spiele war eine neue Tribüne errichtet worden. Der Pflichtteil der Eiskunstlaufbewerbe wurde aus Zeitdruck in die Eisbahn beim Kulm-Hotel verlegt.
Die Naturbahn Cresta Run entlang der Straße nach Celerina war die Wettkampfstätte für das Skeletonrennen. Sie bestand aus Natureis und die 15 Kurven waren der natürlichen Geländeform angepasst. Die Streckenlänge betrug 1210 Meter und der Höhenunterschied 157 Meter. Die Bahn, die ausschließlich männlichen Fahrern vorbehalten ist, wurde erstmals 1884 angelegt und wird seitdem jedes Jahr neu aufgebaut.
Der Bobwettbewerb wurde im Eiskanal Bobsleigh Run ausgetragen. Dieser verfügte über eine Länge von 1570 Metern, einen Höhenunterschied von 120 Metern und 16 Kurven. Der Olympia Bobrun ist heute die einzige Natureisbobbahn der Welt und wird nach wie vor für Wettkämpfe verwendet. Zuletzt fand dort die kombinierte Skeleton- und Bob-WM 2013 statt. Die Streckenführung wurde seit der ersten Inbetriebnahme 1904 nicht groß verändert, einzig den untersten Teil passte man den höheren Geschwindigkeiten an.
Die Skilanglaufrennen begannen in St. Moritz-Bad und führten rund um den Silvaplaner- und den Silsersee.

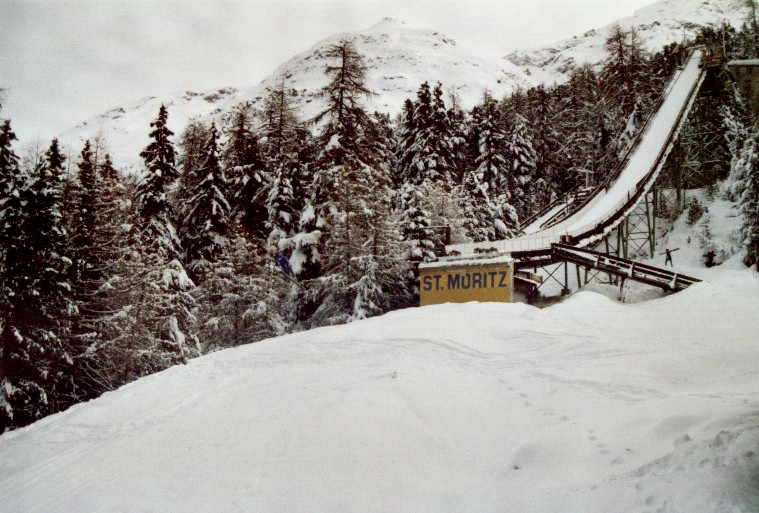
Die Olympiaschanze in St. Moritz

Für die Skisprungwettbewerbe ließ die Gemeinde im Vorfeld der Winterspiele eine neue Schanze oberhalb von St. Moritz-Bad errichten. Die 1927 eingeweihte Olympiaschanze hatte einen K-Punkt von 66 Metern und eine Zuschauerkapazität von 8000 Personen. Sie wurde in den folgenden Jahren einige Male ausgebaut und erweitert und hat heute einen K-Punkt von 95 Metern (Stand Anfang des 21. Jahrhunderts). Der Zustand der Anlage hat sich jedoch mittlerweile deutlich verschlechtert, so dass sie zurzeit geschlossen ist. Eine allfällige Sanierung würde etwa 8 Millionen SFr kosten.
Für die Sportanlagen waren Ausgaben von insgesamt knapp 350.000 Franken budgetiert, wovon allein der Bau der Olympiaschanze 257.000 Franken kostete. Alle Anlagen wurden bei den Winterspielen 1948 erneut verwendet.

### Unterkünfte
Ein olympisches Dorf war noch nicht vorgesehen, alle Teilnehmer wurden in den bestehenden Hotels untergebracht. Dies war jedoch keine einfache Sache: Etwa 1000 Wettkämpfer und einige hundert Offizielle und Presseleute waren über den normalen Betrieb hinaus zu beherbergen.
Die Gemeinde St. Moritz hatte sich verpflichtet, die Unterkünfte der Athleten und Offiziellen für Preise zwischen 10 und 18 Franken je nach gewählter Hotelkategorie sicherzustellen. Chr. Jilly, Präsident der Verwaltungs- und Unterkunftskommission und M. Nater, Gemeindepräsident von St. Moritz, hatten die schwierige Aufgabe, die Delegationen auf die verschiedenen Hotels zu verteilen.

## Teilnehmer

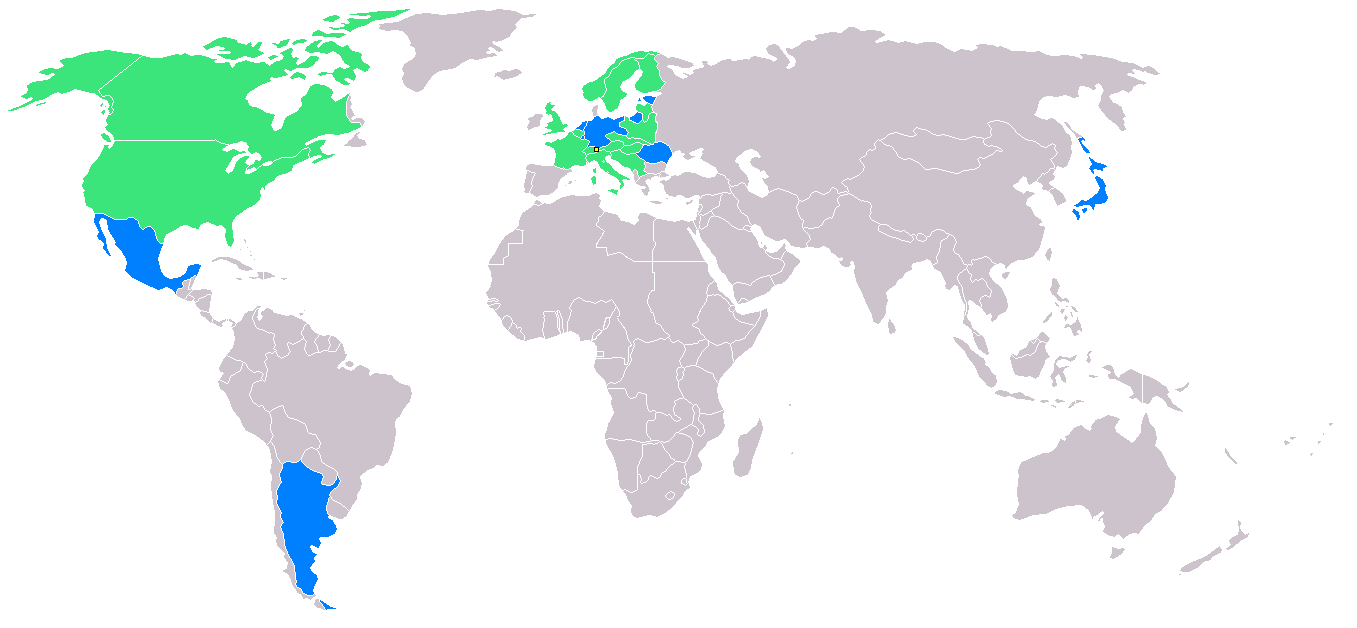
Länder mit teilnehmenden Mannschaften
Länder nahmen erstmals an Winterspielen teil

Mit 25 teilnehmenden Nationen konnte sich St. Moritz im Vergleich zu den Spielen von Chamonix deutlich steigern, blieb aber deutlich hinter den 46 Teilnehmerländern bei den Sommerspielen im selben Jahr in Amsterdam zurück. Mit Japan nahm erstmals ein asiatischer Vertreter an Winterspielen teil. Die offizielle Teilnehmerzahl wird vom IOC mit 464 Athleten angegeben. Nicht darin enthalten sind die Teilnehmer an den Demonstrationswettbewerben, sowie Reserveathleten und Wettkämpfer, die ihre Teilnahme zurückzogen.
| Europa (396 Athleten aus 20 Nationen) | Europa (396 Athleten aus 20 Nationen)                                                                                    | Europa (396 Athleten aus 20 Nationen)                                                               |
| --- | --- | --------------------------------------------------------------------------------------------------- |
| - Belgien (24) - Deutsches Reich * (43) - Estland * (2) - Finnland (18) - Frankreich (38) - Großbritannien (32) - Königreich Italien (13) | - Jugoslawien (6) - Lettland (1) - Litauen * (1) - Luxemburg * (5) - Niederlande * (7) - Norwegen (25) - Österreich (39) | - Polen (26) - Rumänien * (10) - Schweden (24) - Schweiz (41) - Tschechoslowakei (27) - Ungarn (14) |
| Amerika (62 Athleten aus 4 Nationen) | | |
| - Argentinien * (10) - Kanada (23) | - Mexiko * (5) | - Vereinigte Staaten (24)                                                                           |
| Asien (6 Athleten aus 1 Nation) | | |
| - Japan * (6) | | |
| (Anzahl der Athleten) * erstmalige Teilnahme an Winterspielen                                                                             | | |

## Medaillen und Diplome
Die Olympiamedaillen mit einem Durchmesser von 50 Millimetern hatte Arnold Hünerwadel aus Lenzburg entworfen und die Firma Huguenin Frères in Le Locle hatte sie hergestellt. Auf der Vorderseite ist ein Eisläufer mit ausgestreckten Armen zu sehen, umgeben von Schneekristallen. Die Rückseite enthält die olympischen Ringe mit der Beschriftung „II•JEUX OLYMPIQUES D•HIVER ST•MORITZ 1928“ darunter. Auf jeder Seite ist ein Olivenzweig abgebildet.
Die Medaillenvergabe erfolgte in der Abschlusszeremonie durch IOC-Präsident Henri de Baillet-Latour und IOC-Vizepräsident Godefroy de Blonay. Gleichzeitig erhielten die Teilnehmer Erinnerungsmedaillen (ein Werk des Bildhauers Milo Martin aus Morges) und olympische Diplome. Die Diplome, nach Entwurf des Grafikers Jean-Jacques Mennet aus Lausanne gedruckt, wurden vom IOC-Präsidenten und William Hirschy, dem Präsidenten des Schweizerischen Olympischen Komitees, signiert.

## Wetter
Das größte Problem dieser Winterspiele stellte das Wetter dar. Obwohl die erste Februarhälfte im Engadin als sicherste Schneeperiode gilt, hatten Organisatoren und Athleten in St. Moritz mit dem einsetzenden Tauwetter zu kämpfen. Am 14. Februar 1928, dem vierten Tag der Winterspiele, verursachte ein Föhneinbruch einen Temperaturanstieg von drei Grad um 8 Uhr, auf 25 Grad Celsius in den Mittagsstunden.
Der 10.000-Meter-Eisschnelllauf musste wegen des immer weicher werdenden Eises abgebrochen werden. Ebenfalls betroffen war der 50-km-Langlauf, bei dem viele Skiläufer schwere Wachsprobleme hatten und beinahe ein Drittel der Teilnehmer aufgab.
Da die Temperaturen am nächsten Morgen noch immer bei zehn Grad plus lagen, wurden die vorgesehenen Eishockeyspiele und das Kürlaufen der Damen und Herren verschoben. Der gesamte Zeitplan kam in der Folge durcheinander. Das Bobrennen wurde von vier auf zwei Läufe zusammengestrichen. Der 10.000-Meter-Eisschnelllauf konnte wegen der weiterhin schlechten Eisverhältnisse nicht nachgeholt werden, und somit blieb zum ersten und einzigen Mal in der olympischen Geschichte ein Wettbewerb ganz ohne Wertung.

## Wettkampfprogramm
Im Vergleich zu 1924 in Chamonix, wo die „Internationale Wintersportwoche“ über 13 Tage angedauert hatte, war der Zeitplan diesmal um einiges kompakter. Es wurden 14 Wettbewerbe (12 für Männer, 1 für Frauen und 1 Mixed-Wettbewerb) in 4 Sportarten/8 Disziplinen ausgetragen. Das waren 2 Wettbewerbe, 2 Sportarten und 1 Disziplin weniger als in Chamonix 1924. Die beliebteste Sportart war Eishockey, das 17.933 Zuschauer anzulocken vermochte. Beim Skispringen waren 4.625 Zuschauer anwesend. Die offizielle Gesamtzuschauerzahl wird mit 39.832 angegeben. Nachfolgend die Änderungen zu den vorherigen Winterspielen im Detail:
- Im Eisschnelllauf entfiel der Mehrkampf – darüber hinaus musste der Wettbewerb über 10.000 m wegen der schlechten Witterungsbedingungen abgebrochen werden und entfiel letztendlich.
- Curling und der Vorgänger vom Biathlon, Militärpatrouille, entfielen nach ihren olympischen Premieren in Chamonix.
- Skeleton wird zum ersten Mal ins olympische Programm aufgenommen.

### Olympische Sportarten/Disziplinen
- Bobsport
  -  Bob Gesamt (1) = Männer (1)
  -  Skeleton Gesamt (1) = Männer (1)
- Eishockey Gesamt (1) = Männer (1)
- Eislauf
  -  Eiskunstlauf Gesamt (3) = Männer (1)/Frauen (1)/Mixed (1)
  -  Eisschnelllauf Gesamt (4) = Männer (4)
- Ski Nordisch
  -  Nordische Kombination Gesamt (1) = Männer (1)
  -  Skilanglauf Gesamt (2) = Männer (2)
  -  Skispringen Gesamt (1) = Männer (1)

Anzahl der Wettkämpfe in Klammern

### Zeitplan
| Zeitplan              | Zeitplan              | Zeitplan | Zeitplan | Zeitplan | Zeitplan | Zeitplan | Zeitplan | Zeitplan | Zeitplan | Zeitplan | Zeitplan           | Zeitplan  |
| Disziplin             | Disziplin             | Sa. 11.  | So. 12.  | Mo. 13.  | Di. 14.  | Mi. 15.  | Do. 16.  | Fr. 17.  | Sa. 18.  | So. 19.  | Ent- schei- dungen | Zuschauer |
| Disziplin             | Disziplin             | Februar  | Februar  | Februar  | Februar  | Februar  | Februar  | Februar  | Februar  | Februar  | Ent- schei- dungen | Zuschauer |
| --------------------- | --------------------- | -------- | -------- | -------- | -------- | -------- | -------- | -------- | -------- | -------- | ------------------ | --------- |
| Eröffnungsfeier       | Eröffnungsfeier       |          |          |          |          |          |          |          |          |          |                    | 2.865     |
| Bob- sport            | Bob                   |          |          |          |          |          |          |          | 1        |          | 1                  | 3.168     |
| Bob- sport            | Skeleton              |          |          |          |          |          |          | 1        |          |          | 1                  | 1.616     |
| Eishockey             | Eishockey             |          |          |          |          |          |          |          |          | 1        | 1                  | 17.933    |
| Eislauf               | Eiskunstlauf          |          |          |          |          |          |          | 1        | 1        | 1        | 3                  | 3.950     |
| Eislauf               | Eisschnelllauf        |          |          | 2        | 2 **     |          |          |          |          |          | 4                  | 2.173     |
| Ski Nordisch          | Nordische Kombination |          |          |          |          |          |          |          | 1        |          | 1                  | 5.535     |
| Ski Nordisch          | Skilanglauf           |          |          |          | 1        |          |          | 1        |          |          | 2                  | 5.535     |
| Ski Nordisch          | Spezialsprunglauf     |          |          |          |          |          |          |          | 1        |          | 1                  | 5.535     |
| Schlussfeier          | Schlussfeier          |          |          |          |          |          |          |          |          |          |                    | 2.592     |
| Demonstrationsbewerbe |                       |          |          |          |          |          |          |          |          |          |                    |           |
| Militärpatrouille     | Militärpatrouille     |          | 1        |          |          |          |          |          |          |          |                    |           |
| Skijöring             | Skijöring             |          | 1        |          |          |          |          |          |          |          |                    |           |
| Entscheidungen        | Entscheidungen        |          |          | 2        | 3        |          |          | 3        | 4        | 2        | 13                 |           |
|                       |                       | Sa. 11.  | So. 12.  | Mo. 13.  | Di. 14.  | Mi. 15.  | Do. 16.  | Fr. 17.  | Sa. 18.  | So. 19.  |                    |           |
| Februar               |                       |          |          |          |          |          |          |          |          |          |                    |           |

Farblegende

## Zeremonien

### Eröffnungsfeier
Am Vormittag des 11. Februar fand die Eröffnungsfeier bei heftigem Schneetreiben im Eisstadion Badrutts Park statt. Schneefall und Sturmböen hatten in der Vornacht einen Großteil der Dekorationen für die Eröffnungszeremonie heruntergerissen, so dass die Organisatoren die Feier eine halbe Stunde verschieben mussten, um das Ganze wieder in Ordnung zu bringen. Nach dem olympischen Protokoll begann die Zeremonie mit dem Einzug des Bundespräsidenten Edmund Schulthess, umgeben von den Mitgliedern des Internationalen und des Schweizerischen Olympischen Komitees. Auf der offiziellen Tribüne erfolgte die Begrüßung zwischen dem Bundespräsidenten und dem Prinzgemahl von Holland, der für die Olympischen Winterspiele nach St. Moritz gereist war. Im Weiteren war auch Bundesrat Karl Scheurer auf der Ehrentribüne anwesend.
Nach der Ankunft der offiziellen Gäste begann der Einmarsch der Athleten, denen die Landesfahnen vorangetragen wurden. Die Teilnehmer umrundeten die Bahn und sammelten sich im Halbkreis vor der Haupttribüne. Die Fahnen flatterten im Wind, als die Fahnenträger im Eilschritt vorrückten, um vor den Ehrengästen Aufstellung zu nehmen. Während Litauen und Lettland nur den Fahnenträger stellen konnten, waren Deutschland, Österreich und Frankreich mit sehr großen Delegationen angereist.
Die Männer marschierten mit ihren Sportgeräten: Skiläufer trugen ihre Skier und die Eishockeyspieler kamen voll ausgerüstet mit ihren Hockeystöcken (das erste Spiel begann unmittelbar nach der Eröffnungsfeier). Im Gegensatz dazu marschierten die Frauen in landestypischen Kostümen ein. „Sensation bereitete die fesche Gruppe der österreichischen Eisläuferinnen, die eine Spezialovation entgegennehmen durfte.“ Den Abschluss bildeten als Gastgeber die Schweizer.
Nachdem SOC-Präsident William Hirschy die Begrüßungsansprache gehalten hatte, erklärte Bundespräsident Schulthess die II. Olympischen Winterspiele für eröffnet. Die olympische Flagge ging am großen Mast hoch und der Schweizer Skifahrer Hans Eidenbenz leistete unter dem andächtigen Schweigen der Menge den olympischen Eid im Namen aller Athleten.
Während anschließend die meisten Athleten in geordnetem Zug in ihre Quartiere zogen, stellten sich die Mannschaften Österreichs und der Schweiz auf dem Eishockeyfeld zum ersten Spiel auf. Am selben Tag fanden drei weitere Eishockeyspiele statt. Am Abend gab es im Kulm-Hotel ein großes Bankett zu Ehren des Bundespräsidenten, des IOC-Präsidenten und der anderen Ehrengäste.

### Schlussfeier
Auch am Abschlusstag fanden bei mildem Wetter ohne Schwierigkeiten und ohne Verzögerung noch Wettkämpfe statt, darunter der Paarlauf und das Eishockeyspiel zwischen Schweden und Großbritannien. Die Schlussfeier folgte am Nachmittag, unmittelbar nach dem letzten Eishockeyspiel zwischen Kanada und der Schweiz. Wieder defilierten die Nationen mit fliegenden Fahnen auf dem Eis. Dann wurden die Ergebnisse bekanntgegeben und die Medaillen verliehen. Am Ende wurde die olympische Flagge am großen Mast heruntergelassen und Gewehrsalven kündigten den Abschluss der Spiele an. Graf Baillet-Latour erklärte die II. Olympischen Winterspiele schließlich für beendet.

## Wettbewerbe

### Bobsport
Auf der Naturbahn Bobsleigh Run fand ein Wettbewerb im Bobsport statt. Wie schon 1924 war den Bobteams freigestellt, ob sie mit vier oder fünf Athleten starten wollten. Alle Mannschaften gingen daraufhin mit der höheren Fahrerzahl ins Rennen. Außerdem wurde der „ventre à terre“-Stil benutzt, bei dem die Besatzung mit dem Kopf nach vorn auf dem Schlitten lag. Aufgrund des wetterbedingten veränderten Zeitplanes wurde der Wettbewerb von vier auf zwei Läufe zusammengestrichen.
Jay O’Brien, ein Investmentbanker aus New York, hatte das US-amerikanische Bob- und Skeletonteam aufzustellen. Da in den Vereinigten Staaten zu dieser Zeit noch keine Bobbahn vorhanden war, rekrutierte er in Europa lebende amerikanische Sportler und mit Clifford Gray und Richard Parke auch zwei Urlauber, die den Winter in St. Moritz verbrachten. Da O’Brian nicht genügend Leute für einen zweiten Bob fand, warb er weitere Amerikaner, die gerade in Europa Urlaub machten, über ein Inserat in der Paris-Ausgabe der New York Herald Tribune an. Keiner von ihnen war zuvor Bob gefahren.
Dennoch holten die beiden US-amerikanischen Bobs die ersten zwei Plätze (USA II mit Pilot William Fiske vor USA I mit Pilot Jennison Heaton). Der dritte Rang ging an das Team Deutschland II mit Pilot Hanns Kilian. Der Belgier Ernest Lambert, der ebenfalls zu den Favoriten gerechnet wurde, belegte nach dem ersten Lauf noch den zweiten Platz. Mit der nur zwölftbesten Laufzeit im zweiten Durchgang fiel er auf Platz sechs zurück.
Dem französischen Team gehörte der 30-jährige Unternehmer und Erfinder André Dubonnet an, der zuvor erfolgreich Autorennen bestritten hatte. Frankreich belegte den 15. Schlussrang in dieser Disziplin.
Österreich I verlor auf der Bahn ein Teammitglied und wurde disqualifiziert. Die beiden Teams aus der Tschechoslowakei verzichteten auf die Teilnahme und gaben kampflos auf.

### Eishockey

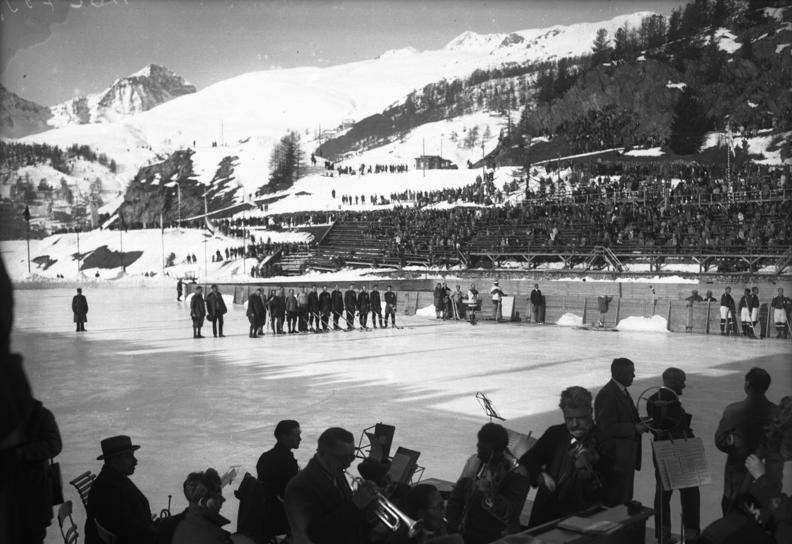
Olympisches Eishockeyspiel

Das olympische Eishockeyturnier galt zugleich als dritte Eishockey-Weltmeisterschaft und 13. Eishockey-Europameisterschaft. Es wurde im Eisstadion Badrutts Park ausgetragen.
Für das favorisierte Kanada spielte ein Team der University of Toronto, die Toronto Varsity Grads, die 1927 den Allan Cup gewonnen hatten. Als olympischer Sieger des Jahres 1924 wurden die Kanadier nach dem Reglement des Internationalen Eishockeyverbandes direkt für die Finalrunde gesetzt, wo sie auf die drei Gruppensieger Schweden, Großbritannien und die Schweiz stießen. Während sich Schweden in einer sehr starken Gruppe gegen Polen und die Tschechoslowakei durchzusetzen vermochte, hatten die Briten mit Frankreich, Belgien und Ungarn deutlich weniger starke Gegner in der Vorrunde und gehörten auch nicht zum Anwärterkreis auf den Europameistertitel. Deutschland und Österreich schieden in der Vorrunde gegen die Schweiz aus.
Wie allgemein erwartet, dominierten die Kanadier ihre Gruppe deutlich und erreichten ein Torverhältnis von 38:0. Für die Europameisterschaft von entscheidender Bedeutung war das Duell Schweden gegen die Schweiz, das die Skandinavier mit 4:0 für sich entscheiden konnten. Sie errangen als zweitplatzierte Mannschaft den Europameistertitel vor den Schweizern auf dem dritten Platz. Jedoch fehlten in St. Moritz die US-Amerikaner, die 1924 Zweite geworden waren. Deren damaliger nationaler Eishockeyverband löste sich 1928 auf, so dass sie überhaupt nicht mehr in der IIHF vertreten waren.

### Eiskunstlauf

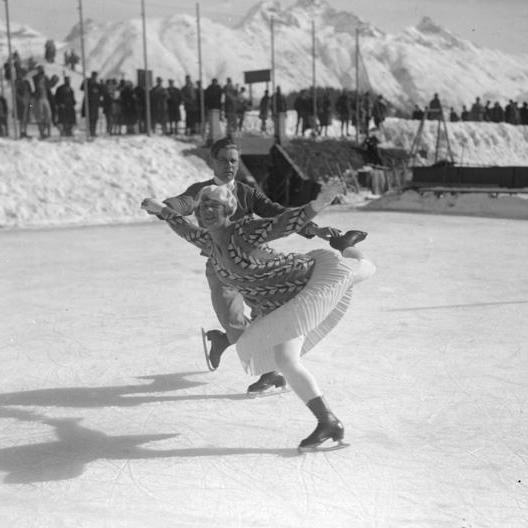
Das Wiener Eiskunstlaufpaar Scholz-Kayser

Im Eiskunstlauf wurden drei Wettbewerbe im Eisstadion Badrutts Park ausgetragen. Den Einzelwettbewerb der Herren gewann der Schwede Gillis Grafström, die Olympischen Sommerspiele mitgerechnet, bereits zum dritten Mal in Folge. Im Einzellaufen der Frauen gewann die 15-jährige Norwegerin Sonja Henie. Sie überzeugte die Kampfrichter mit ihrer Interpretation von Tschaikowskis Schwanensee-Ballett und gewann ihre erste von drei olympischen Goldmedaillen. Das französische Eiskunstlaufpaar Andrée Joly und Pierre Brunet entschied den Paarlauf für sich.
Österreich holte sich im Eiskunstlauf insgesamt vier Medaillen. In den Einzelbewerben gewannen Fritzi Burger und Willy Böckl jeweils die Silbermedaille und im Paarlauf sicherten sich die Österreicher sowohl den zweiten als auch den dritten Rang.

### Eisschnelllauf

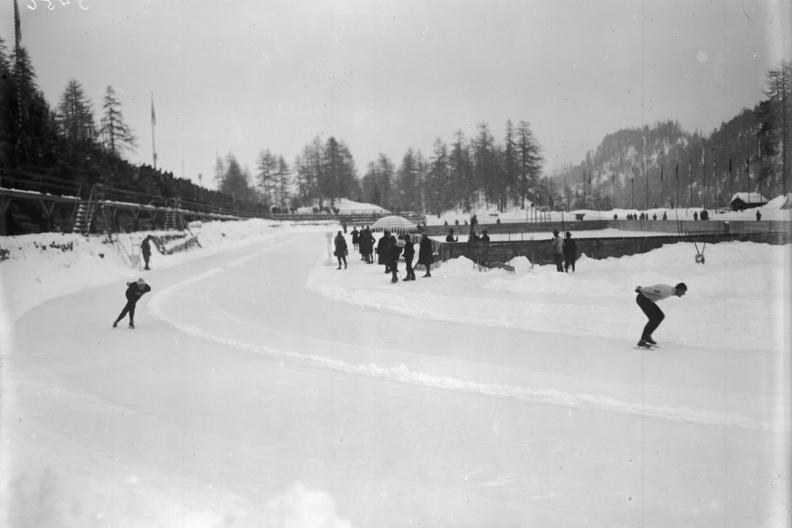
Eisschnelllauf, Wettbewerb über 5000 m: Carlson/Norwegen (schwarzes Hemd) und der Mayke/Deutschland (weißes Hemd)

Im Eisstadion Badrutts Park waren außerdem vier Wettbewerbe im Eisschnelllauf geplant. Eine einmalige Situation ergab sich beim Lauf über 10.000 Meter. Ein Föhn-Einfall ließ die Temperaturen so drastisch ansteigen, dass sich die Jury veranlasst sah, den Wettkampf wegen des immer weicher werdenden Eises abzubrechen. Er wurde schließlich weder fortgesetzt noch wiederholt.
Im Eisschnelllauf holten sich Norwegen und Finnland zehn von elf vergebenen Medaillen (im 500-m-Lauf gab es drei Drittplatzierte). Der Finne Clas Thunberg gewann Gold über 500 sowie 1500 Meter, wobei der erstere ein geteilter Sieg mit dem Norweger Bernt Evensen war, der zudem Silber über 1500 und Bronze über 5000 Meter holte. Die Goldmedaille über 5000 Meter ging an den Norweger Ivar Ballangrud, der sich über 1500 Meter einen dritten Platz sicherte.

### Skeleton

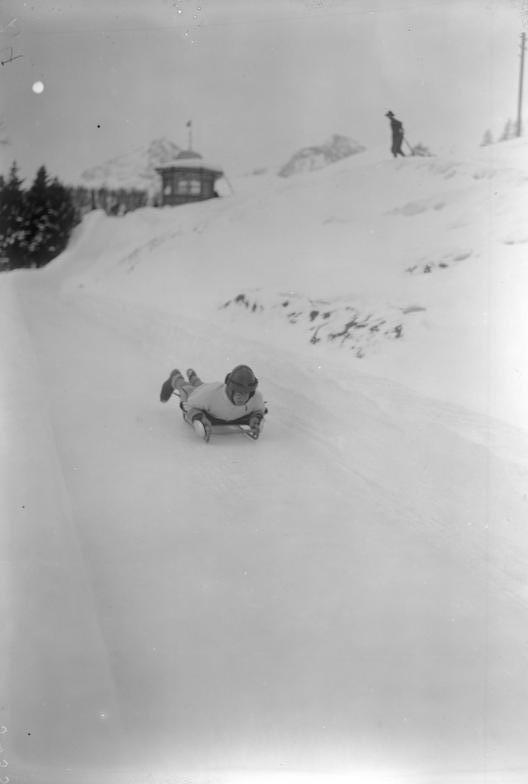
Blick auf die Skeletonbahn

Skeleton wurde 1928 erstmals als olympischer Wettbewerb ausgetragen. Austragungsort war die Naturbahn Cresta Run. Zehn Athleten bestritten die drei Läufe, wobei nur acht alle Läufe beenden konnten. Favorisiert war der Brite David Carnegie, der acht Tage vor dem olympischen Rennen eine neue Bahnrekordzeit aufgestellt hatte.
Schon die erste Fahrt zeigte, dass bloß Carnegie, der den Adelstitel Earl of Northesk trug, oder die beiden US-Amerikaner – allesamt Stammgäste in St. Moritz – für den Sieg in Frage kamen. Dem Briten unterlief im ersten Lauf ein entscheidender Fehler. Er ließ sich in einer Kurve zu hoch hinauftragen und verlor beim Versuch, sich durch Bremsen vor einem Sturz zu retten, wertvolle Zehntelsekunden. So gewann schließlich Jennison Heaton Gold vor seinem Bruder Jack Heaton und David Carnegie. Der Schweizer Alexander Berner kam auf den fünften Rang vor Franz Unterlechner aus Österreich.
Als Skeleton 1948 in St. Moritz ein zweites Mal zum olympischen Programm gehörte, wurde Jack Heaton im Alter von 39 Jahren erneut Zweiter.

### Ski Nordisch
Im nordischen Skisport wurden vier Wettbewerbe ausgetragen. Abgesehen von der Kombination wurden in den nordischen Disziplinen auch Weltmeisterschaftsmedaillen vergeben.
Die Skandinavier dominierten die Wettbewerbe klar. Norwegen gewann acht und Schweden drei von insgesamt zwölf Medaillen. Johan Grøttumsbråten siegte sowohl im 18-km-Langlauf als auch in der Nordischen Kombination, wobei er jeweils nur mit Landsleuten auf dem Podest stand. Der 50-km-Langlauf war von einem denkwürdigen Temperaturanstieg von drei Grad um 8 Uhr auf 25 Grad in den Mittagsstunden geprägt und stellte viele Langläufer vor schwere Wachsprobleme. So gab beinahe ein Drittel der Teilnehmer auf. Sämtliche Norweger wählten das falsche Skiwachs, so dass die Schweden sich die Medaillen sichern konnten. Die Goldmedaille holte sich Per-Erik Hedlund mit einem Vorsprung von über 13 Minuten. Im Spezialsprunglauf siegte der Norweger Alf Andersen vor Landsmann Sigmund Ruud. Die Bronzemedaille ging an Rudolf Burkert aus der Tschechoslowakei.

### Militärpatrouille

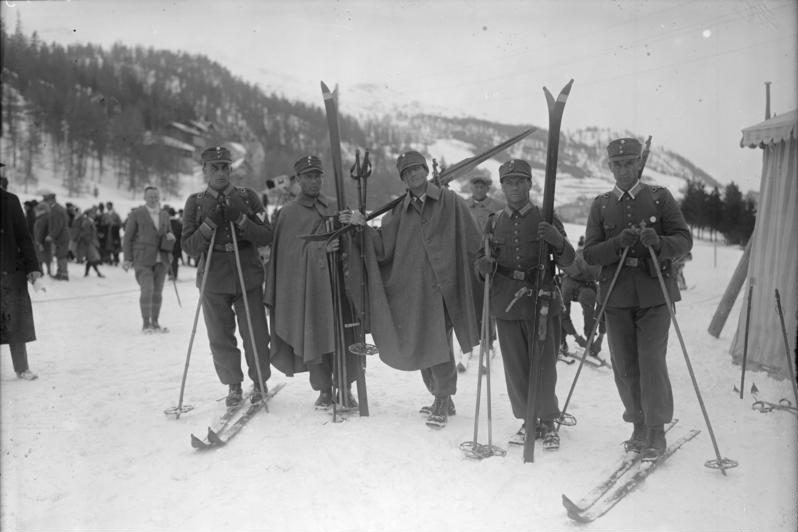
Die deutsche Militärpatrouille (Platz 5)

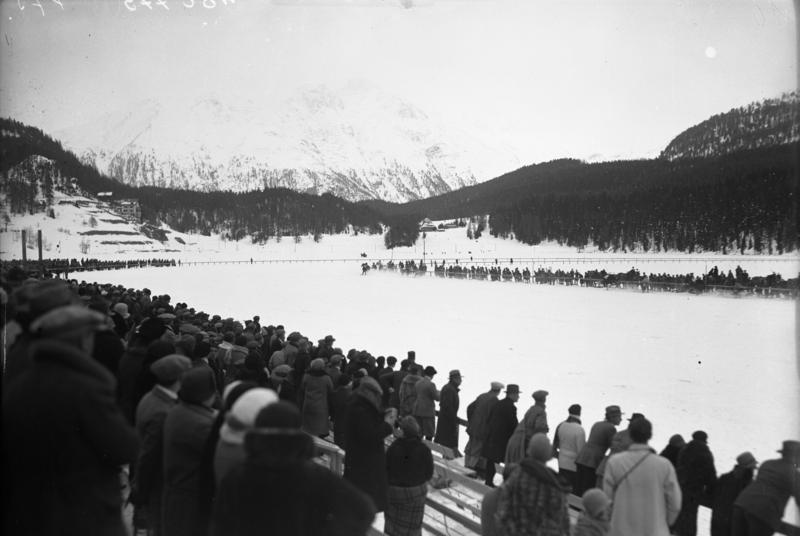
Skijöring-Wettbewerb

Die Austragung eines Militärpatrouillenlaufes (Vorläufer des heutigen Biathlons) war im Vorfeld sehr umstritten. Da die FIS nichts von ihm wissen wollte und sich auch kein anderer Verband dafür zuständig fühlte, wurde seine Streichung empfohlen. Letztlich fand er jedoch als Demonstration vom Schweizerischen Skiverband statt, bei dem nur aktive Soldaten zugelassen waren. Besonders in der Schweiz, die als Favoritin galt, wurde der Lauf als eine der wichtigsten Konkurrenzen eingeschätzt. Die Patrouillen – bestehend aus einem Offizier, einem Unteroffizier und zwei Mann – gingen mit Gewehr und leichter Packung an den Start.
Frühzeitig in Führung gingen die überraschend gut laufenden Finnen. Sie führten bei der zweiten Zwischenzeit mit über sechs Minuten vor den Schweizern und Norwegen. Bei der folgenden langen Abfahrt nach Samedan, bei der schlechte Sicht herrschte, büßten sie jedoch ihren Vorsprung ein. Die norwegische Mannschaft meisterte die heikle Abfahrt am besten und konnte die Spitze erobern, die sie auch im abschließenden Flachstück nicht mehr abgab. Sie gewannen den Lauf über 28 km schließlich mit vier Minuten Vorsprung auf die finnische Mannschaft. Die Schweizer Patrouille wurde knapp auf den dritten Platz verwiesen. In ihrem Team war unter anderem Gfr Otto Furrer.

### Skijöring
Ebenfalls als Demonstrationswettbewerb wurde das in St. Moritz sehr populäre Skijöring auf dem zugefrorenen St. Moritzersee durchgeführt. Es ersetzte das 1924 ausgetragene Curling, das jedoch inoffiziell ebenfalls gespielt wurde. Beim Skijöring wurden Skifahrer von galoppierenden Rennpferden gezogen. Die acht teilnehmenden Athleten stammten alle aus der Schweiz.

## Herausragende Sportler und Leistungen
| Die erfolgreichsten Teilnehmer | Die erfolgreichsten Teilnehmer | Die erfolgreichsten Teilnehmer | Die erfolgreichsten Teilnehmer | Die erfolgreichsten Teilnehmer | Die erfolgreichsten Teilnehmer | Die erfolgreichsten Teilnehmer | Die erfolgreichsten Teilnehmer |
| Rang                           | Sportler                       | Land                           | Sportart                       | Gold                           | Silber                         | Bronze                         | Gesamt                         |
| ------------------------------ | ------------------------------ | ------------------------------ | ------------------------------ | ------------------------------ | ------------------------------ | ------------------------------ | ------------------------------ |
| 1                              | Johan Grøttumsbråten           | Norwegen                       | Ski Nordisch                   | 2                              | 0                              | 0                              | 2                              |
| 1                              | Clas Thunberg                  | Finnland                       | Eisschnelllauf                 | 2                              | 0                              | 0                              | 2                              |
| 3                              | Bernt Evensen                  | Norwegen                       | Eisschnelllauf                 | 1                              | 1                              | 1                              | 3                              |
| 4                              | Jennison Heaton                | USA                            | Bob und Skeleton               | 1                              | 1                              | 0                              | 2                              |
| 5                              | Ivar Ballangrud                | Norwegen                       | Eisschnelllauf                 | 1                              | 0                              | 1                              | 2                              |

Sonja Henie aus Norwegen war 15 Jahre und 315 Tage alt, als sie die Goldmedaille im Eiskunstlauf der Frauen gewann. Ihr Rekord als jüngste Gewinnerin in einem Einzelwettbewerb an Winterspielen hatte 74 Jahre Bestand, bis sie 1998 durch die US-Amerikanerin Tara Lipinski (ebenfalls im Eiskunstlauf) unterboten wurde.
Der Olympiasieger im Bobwettbewerb, William Fiske aus den USA, war zum Zeitpunkt seines Olympiasieges 16 Jahre und 260 Tage alt, womit er bis 1992 der jüngste Winterolympiasieger war (der finnische Skispringer Toni Nieminen war dann einen Tag jünger).
Ältester Olympiateilnehmer war der niederländische Bobfahrer Hubert Menten mit 54 Jahren und 156 Tagen. Er kam mit dem niederländischen Bobteam auf Platz zwölf.
Kanada dominierte das olympische Eishockeyturnier. Es gewann alle Spiele zu Null und erzielte in drei Spielen 38 Tore.

## Berichterstattung
Das Pressezentrum befand sich im Hotel Victoria Palace. Es hatte 28 Mitarbeiter, denen 24 Telefone zur Verfügung standen. Pressechef war Hans Buchli, der Chefredakteur des Schweizer Magazins Sport. Insgesamt waren 330 Journalisten aus 27 Ländern für die II. Olympischen Winterspiele akkreditiert. 88 Medienvertreter kamen aus Deutschland, das somit am stärksten vertreten war. Darunter war erstmals auch ein Rundfunkjournalist (Erich Chemnitz von der Mitteldeutschen Rundfunk AG). Für den Gastgeber berichteten 51 Journalisten vor Ort, aus Frankreich kamen 30 und an vierter Stelle folgt Österreich mit 17 Journalisten.
Aus den Teilnehmerländern war nur die Presse aus Argentinien und Mexiko nicht vertreten. Dafür waren Nichtteilnehmer wie Spanien mit 11, Griechenland mit 2 und Dänemark sowie die Türkei mit je einem Journalisten vertreten. Die Akkreditierungen wurden sehr großzügig vergeben. So tauchen in der Liste auch einige Ehefrauen sowie Elternteile von Athleten auf. So hatte sich etwa Wilhelm Henie, der Vater der Eiskunstlaufolympiasiegerin, für Norges Handels & Sjøfartstidende angemeldet.
Der Berg- und Sportfilmregisseur Arnold Fanck drehte den dokumentarischen Film Das weiße Stadion über die Wettkämpfe in St. Moritz und schuf damit die erste filmische Dokumentation Olympischer Winterspiele.

## Sportärztliche Ergebnisse
Auf Einladung von Wilhelm Knoll, einem Schweizer Militärarzt und Sportmediziner, und des Schweizer NOKs fanden sich am 14. Februar 1928 33 Ärzte aus 11 Ländern zu einer internationalen Konferenz im Gemeindesaal von St. Moritz zusammen. Der Deutsche Ärztebund zur Förderung der Leibesübungen war durch 12 Sportärzte vertreten. Nachdem Knoll Aufgaben und Ziele eines zu gründenden internationalen Sportärzteverbandes erläutert hatte, kam es einstimmig zur Gründung der Internationalen Föderation für Sportmedizin (FIMS).
Bereits die Winterspiele in St. Moritz dienten zur wissenschaftlichen Erfassung des Wintersports. In diesem Sinne galt es, möglichst viele Teilnehmer vor und nach der Leistung sportärztlich zu untersuchen. Das Exekutivkomitee in St. Moritz bewilligte den nötigen Kredit für die Durchführung der Untersuchungen, der noch durch Zuwendungen aus den Firmen Ciba und Wander AG sowie einer wissenschaftlichen Stiftung vermehrt wurde. Das Schweizerische Rote Kreuz richtete eine Baracke in unmittelbarer Nähe der Wettkampfstätten ein, um die verschiedenen Messungen durchzuführen.
Unter Leitung von Knoll und A. Loewy, dem Direktor des Forschungsinstituts für Hochgebirgsphysiologie und Tuberkulose in Davos, wurden anthropometrische Erhebungen, Röntgen-Herzfernaufnahmen, für die Siemens die Röntgeneinrichtung kostenlos geliefert hatte, sowie Blutkreislauf- und Stoffwechseluntersuchungen an Skiläufern, Skispringern und Eishockeyspielern vorgenommen.
Die Ergebnisse widerlegten unter anderem die Behauptung, dass durch den jahrelang betriebenen Skisport stets eine Vergrößerung des Herzens eintrete. Im Gegenteil war die Mehrzahl der Herzquerdurchmesser nach dem Rennen kleiner. Dies deutete darauf, dass sich das gesunde Herz unter dem Einfluss starker sportlicher Beanspruchung stärker zusammenzieht und weniger ausdehnt.